# Евтеев, Павел Валерьевич
Павел Валерьевич Евтеев (род. 28 июня 1967, Усть-Каменогорск, Восточно-Казахстанская область, Казахская ССР, СССР) — советский и казахстанский футболист, полузащитник, тренер.
Воспитанник ДЮСШ Усть-Каменогорска и республиканского спортинтерната (Алма-Ата). Большую часть карьеры игрока провёл в усть-каменогорском «Востоке», в его составе сыграл более 400 матчей в чемпионатах страны.
Сыграл за сборную Казахстана по футболу 16 матчей, забив три гола.
В 2003-2015 работал в тренерском штабе «Востока», несколько раз занимал должность главного тренера.

## Достижения

### В качестве игрока
- Чемпион Второй низшей лиги СССР: 1990
- Чемпион Казахстана (2): 2000; 2001
- Обладатель Кубка Казахстана (2): 1994; 2000/01

### В качестве тренера
- Чемпион Первой лиги Казахстана: 2010
- Серебряный призер Первой лиги Казахстана (2): 2012, 2015